# 第5日東丸事件
第5日東丸事件（だい5にっとうまるじけん）は、日本漁船第5日東丸の船長らが、ソ連国境警備隊の指示により、日本の国内情報をソビエト連邦に提供していたレポ船事件である。1985年（昭和60年）9月18日、北海道警察検挙。

## 概要
第5日東丸の船長は、北方海域において漁業を営んでいたが、1985年（昭和60年）5月、国後島沖で操業中、ソ連漁業取締船でボートから乗り移ってきたソ連漁業規制監督官と秘密裡に会談し、ソ連の主張する領海での安全操業の代償を求められた。第5日東丸船長は、安全操業の見返りに、
- 北方領土返還運動の動向
- 根室漁業組合に所属する漁船の動向
- 日ソサケ・マス交渉にともなう根室地域の漁民の反応
- 日ソ親善協会の動向

などに関する情報を差し出した。
さらに第5日東丸船長は、その10日後にソ連漁業規制局監督官より、ソ連主張領海の内部に設置されていた根室市在住の漁師が所有するカレイの刺し網の引き揚げを命じられ、この刺網150反と網にかかったカレイ等の魚類（時価約100万円相当）を窃取した。
北海道警察釧路方面本部は、1985年9月18日（水曜日）、第5日東丸の船長を逮捕した。釧路地方裁判所は、1986年（昭和61年）4月25日（金曜日）、船長に対し、検疫法違反、窃盗の罪で懲役1年6月、罰金10万円の判決を下した。